# Caitlin Foord
Caitlin Jade Foord (Shellharbour (New South Wales), 11 november 1994) is een Australische professionele voetballer die speelt als aanvaller voor FA Women's Super League club Arsenal en het Australische nationale team. Ze werd de jongste Australische die op een WK speelde toen ze op 16-jarige leeftijd Australië vertegenwoordigde op de FIFA Vrouwen Wereldkampioenschap 2011.
In 2011 werd Foord uitgeroepen tot FIFA Vrouwen Wereldkampioenschap 2011 Best Women's Young Player, Asian Women's Young Footballer of the Year en Football Federation Australia's U20 Women's Footballer of the Year. In 2016 werd ze door de Asian Football Confederation (AFC) uitgeroepen tot Aziatische vrouwenvoetballer van het jaar.

## Jeugd
Foord groeide op met haar zus Jamie; zij werden grootgebracht door hun moeder Simone in Shellharbour, een buitenwijk 100 kilometer ten zuiden van Sydney in de regio Illawarra van New South Wales. Daar ging Foord naar de Illawarra Sports High School. Haar moeder reed Foord vaak drie tot vier uur heen en terug naar Sydney voor trainingen en wedstrijden. "Ze haalde me direct na school op en bracht me vier keer per week naar Sydney Olympic Park en weer terug voor training - en weer in het weekend voor een wedstrijd." Haar zus Jamie raadde hun moeder aan om Caitlin voetbal te laten proberen nadat ze haar met jongens op de speelplaats op school had zien spelen. "Ze deed gewoon zoveel sporten. We haalden haar terug en schreven haar in voor de Warilla Wanderers. Ik denk dat ze in de eerste wedstrijd zes doelpunten maakte." Foord was het enige lid van haar familie dat voetbalde.
Foord speelde voor lokale teams Illawarra Stingrays en de Sutherland Sharks voordat hij wat quality time doorbracht bij het New South Wales Institute of Sport. In 2009 werd ze tijdens de Shellharbour Sports Awards uitgeroepen tot Junior Sports Star of the Year. Ze speelde ook zaalvoetbal zoals voor het NSW Under 13-team dat deelnam aan de Australische kampioenschappen in Canberra. Op 13-jarige leeftijd speelde ze haar eerste interland voor het nationale team van Australië onder 17.
Foord groeide op met het kijken naar de National Rugby League (NRL).

## Clubcarrière

### Central Coast Mariners, 2009
Op 16-jarige leeftijd tekende Foord bij Central Coast Mariners voorafgaand aan het W-League-seizoen 2009, maar speelde niet in één wedstrijd voor de club.

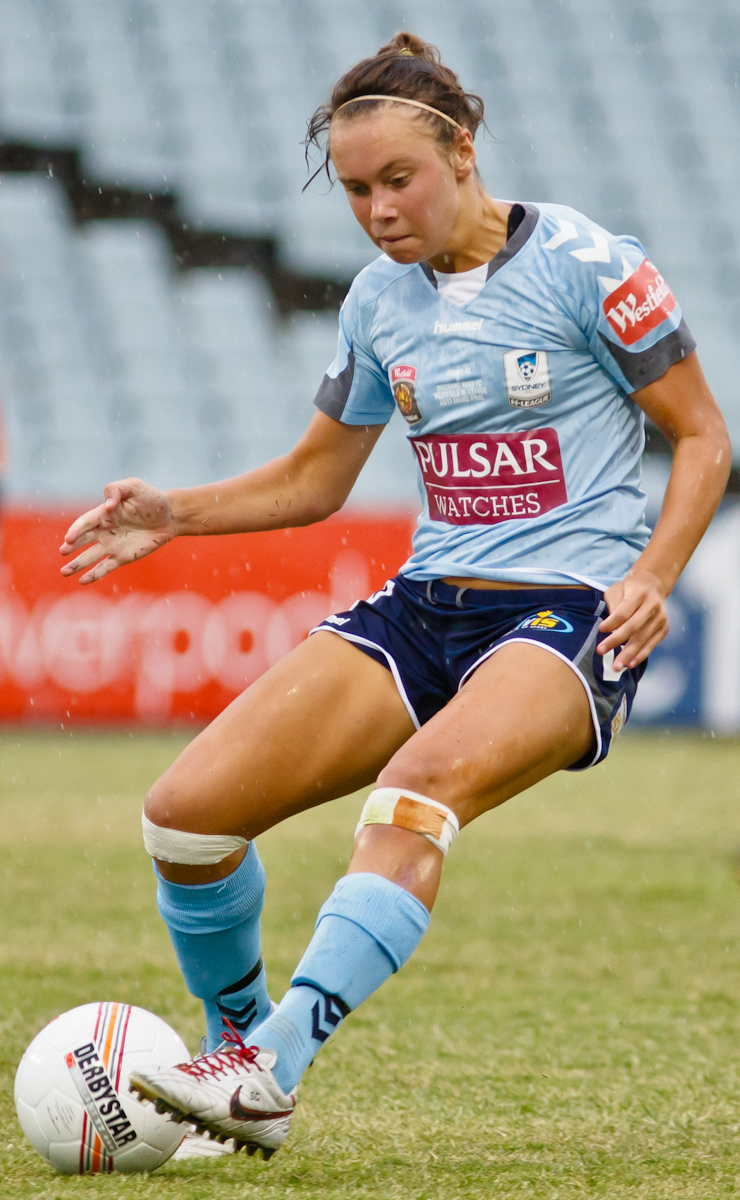
Foord speelt voor Sydney FC in de grote finale van de W-League 2010/11

### Sydney FC, 2010-2014
Met de aankondiging dat de Central Coast Mariners geen damesteam zouden opstellen in het W-League-seizoen 2010–11, schakelden Foord, samen met mede-Mariners-spelers Teresa Polias, Lydia Vandenbergh en Renee Rollason, allemaal over naar de nabijgelegen club, Sydney FC. Foord speelde vier opeenvolgende seizoenen bij Sydney FC, waar ze speelde in 44 wedstrijden en 10 doelpunten scoorde.
Foord scoorde haar eerste doelpunt voor Sydney FC tijdens een 4-1 overwinning tegen Adelaide United op 20 november 2010. Het was haar enige doelpunt tijdens het seizoen 2010-2011. Ze was een basis speelster in 10 van de 11 wedstrijden die ze speelde. Sydney eindigde als eerste in de competitie met een record van 8–2–0.
Tijdens het W-League-seizoen 2011–12 startte Foord in vijf van de elf wedstrijden die ze speelde en scoorde twee doelpunten. Op 12 november scoorde ze een doelpunt in een 4-1 overwinning tegen Newcastle Jets, waarbij ze op een foutieve terugspeelbal van de Jets-verdediging stuitte en de bal koeltjes in het doel gooide. Sydney FC eindigde als derde tijdens het reguliere seizoen met een record van 5–3–2.
Foord keerde terug naar Sydney voor het W-League-seizoen 2012-2013 en scoorde drie doelpunten in elf wedstrijden. Tijdens een wedstrijd tegen Melbourne Victory op 8 december scoorde ze de openingswedstrijd in de vijfde minuut. Sydney eindigde op de vierde plaats tijdens het reguliere seizoen met een record van 6–4–2. Na Brisbane Roar met 3-2 te hebben verslagen in de halve finale, hielp Foord Sydney FC aan de kampioenstitel na een 3-1 overwinning in de grote finale tegen Melbourne Victory.
Tijdens het W-League-seizoen 2013–14 scoorde Foord vier doelpunten in elf wedstrijden voor Sydney FC. Nadat ze veel van de wedstrijden in het begin van het seizoen had uitgezeten vanwege een voetblessure, scoorde ze op 5 januari een hattrick tegen Perth Glory in een 8-2 overwinning. Sydney FC eindigde tijdens het reguliere seizoen op de tweede plaats met een record van 8–2–2. Het team werd in de halve finale uitgeschakeld in een 2-1 nederlaag tegen Canberra United.

### Sky Blue FC, 2013-2015

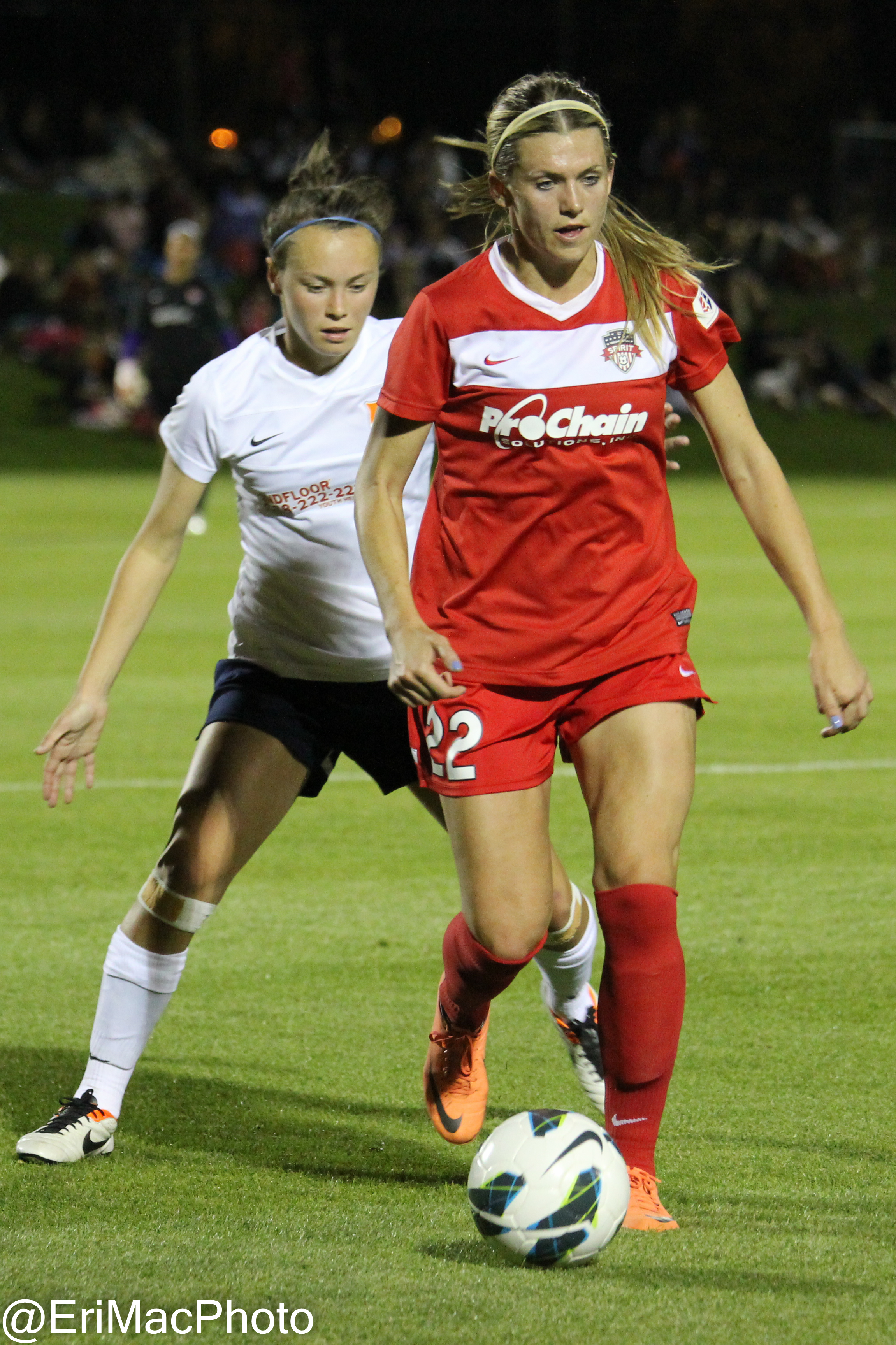
Foord verdedigt tegen Washington Spirit -speler Stephanie Ochs, juni 2013.

In maart 2013 werd aangekondigd dat Foord een contract had getekend met het Amerikaanse team Sky Blue FC voor het eerste seizoen van de National Women's Soccer League (NWSL). In 2013 speelde ze in 15 wedstrijden en hielp Sky Blue aan hun enige playoff-optreden in de clubgeschiedenis. Ze werd gekozen in het NWSL Second XI Team 2013.
Foord keerde terug naar Sky Blue voor het NWSL-seizoen 2014 en stond 20 van haar 21 optredens in de basisopstelling. Sky Blue eindigde het seizoen op de zesde plaats.
In februari 2015 stemde Foord ermee in om samen met mede-Matildas-teamgenoot Samantha Kerr terug te keren naar Sky Blue. Vanwege de FIFA Women's World Cup 2015 sloten ze zich pas in juli aan bij de Sky Blue. Foord speelde in de laatste 10 wedstrijden van het NWSL-seizoen 2015. Het team eindigde op de achtste plaats met een record 5–8–7.
Nadat hij was opgenomen in het voorseizoen van Sky Blue voor het NWSL-seizoen 2016, nam Foord niet deel aan de training in het voorseizoen en speelde zij niet voor Sky Blue tijdens het seizoen 2016. In december 2016 werd gemeld dat Foord ook in 2017 niet in de NWSL zou spelen omdat ze tekende bij een team in Japan. Later kwamen er rapporten naar voren over slechte langetermijnomstandigheden voor spelers op het gebied van huisvesting, reizen en trainingsfaciliteiten.

#### Huur aan Perth Glory, 2014-2016
In augustus 2014 tekende Foord een contract voor een jaar om zich bij Perth Glory aan te sluiten voor het W-League-seizoen 2014. In 12 wedstrijden voor Perth scoorde Foord 5 doelpunten.
Foord tekende opnieuw bij Perth van het W-League-seizoen 2015/16. Op 2 januari 2016 liep Foord een sleutelbeenbreuk op die geopereerd moest worden. Deze blessure sloot haar uit voor de rest van het seizoen.

### Terugkeer naar Sydney FC, 2016-2017
Op 13 september 2016 maakte Sydney FC bekend dat Foord een contract had getekend bij de club. Ze zou terugkeren naar de club waar ze eerder vier seizoenen speelde. In 10 wedstrijden voor Sydney tijdens het W-League-seizoen 2016/17 speelde ze 766 minuten en scoorde 2 doelpunten.

### Vegalta Sendai Ladies , 2017
In januari 2017 kondigde de Japanse Women's Football League -club Vegalta Sendai Ladies aan dat de club Foord een contract voor een jaar had getekend. Foord scoorde vier doelpunten in 17 wedstrijden voor de club en meldde dat hij het moeilijk had om zich aan te passen aan het niet-aflatende Japanse trainingsschema.

### Tweede terugkeer naar Sydney FC, 2017-2020
Op 15 december 2017, nadat haar seizoen in Japan was afgelopen, keerde Foord terug naar Sydney FC en tekende opnieuw voor het W-League-seizoen 2017/18. Foord scoorde 3 doelpunten in 6 wedstrijden en hielp Sydney FC zich te kwalificeren voor de play-offs. In de halve finale tegen de Newcastle Jets liep Foord een gescheurde Lisfranc-fractuur op die geopereerd zou moeten worden. Door deze blessure moest ze de grote finale van 2018 tegen Melbourne City missen. Melbourne won de wedstrijd met 2-0.
In het W-League-seizoen 2018/19 scoorde Foord haar tweede W-League-hattrick in haar carrière op 9 december 2018 tegen de Brisbane Roar. Haar drie goals hielpen Sydney aan een 5-1 overwinning, waarmee ze een einde maakten aan hun verliezersreeks van drie wedstrijden.
Foord keerde kort terug naar Sydney voor het W-League-seizoen 2019-2020 en scoorde 2 doelpunten in 9 optredens voordat hij vroeg vertrok om in januari 2020 een kans bij Arsenal na te jagen.

### Portland-Thorns, 2018-2019
Op 11 januari 2018 werden de rechten van Foord in de NWSL verhandeld van Sky Blue naar Seattle Reign FC voor Katie Johnson en Rebekah Stott. Haar rechten werden vervolgens verhandeld aan de Portland Thorns FC, samen met een 2020 NWSL 2nd Round draft pick in ruil voor de Amerikaanse internationale middenvelder Allie Long. Foord speelde op dat moment echter nog in de W-League en liep in de halve finale een ernstige voetblessure op die een operatie vereiste. Als gevolg hiervan maakte ze haar debuut voor de Thorns pas op 6 augustus 2018. Op 14 april 2019 scoorde Foord haar eerste doelpunt voor Portland, in een 2-0 overwinning op Orlando Pride.
Op 8 januari 2020 werden de NWSL-rechten van Foord verhandeld aan Orlando Pride, samen met Emily Sonnett en twee draft-picks in ruil voor Orlando's nummer 1 algemene selectie in de 2020 NWSL College Draft.

### Arsenal, 2020-heden

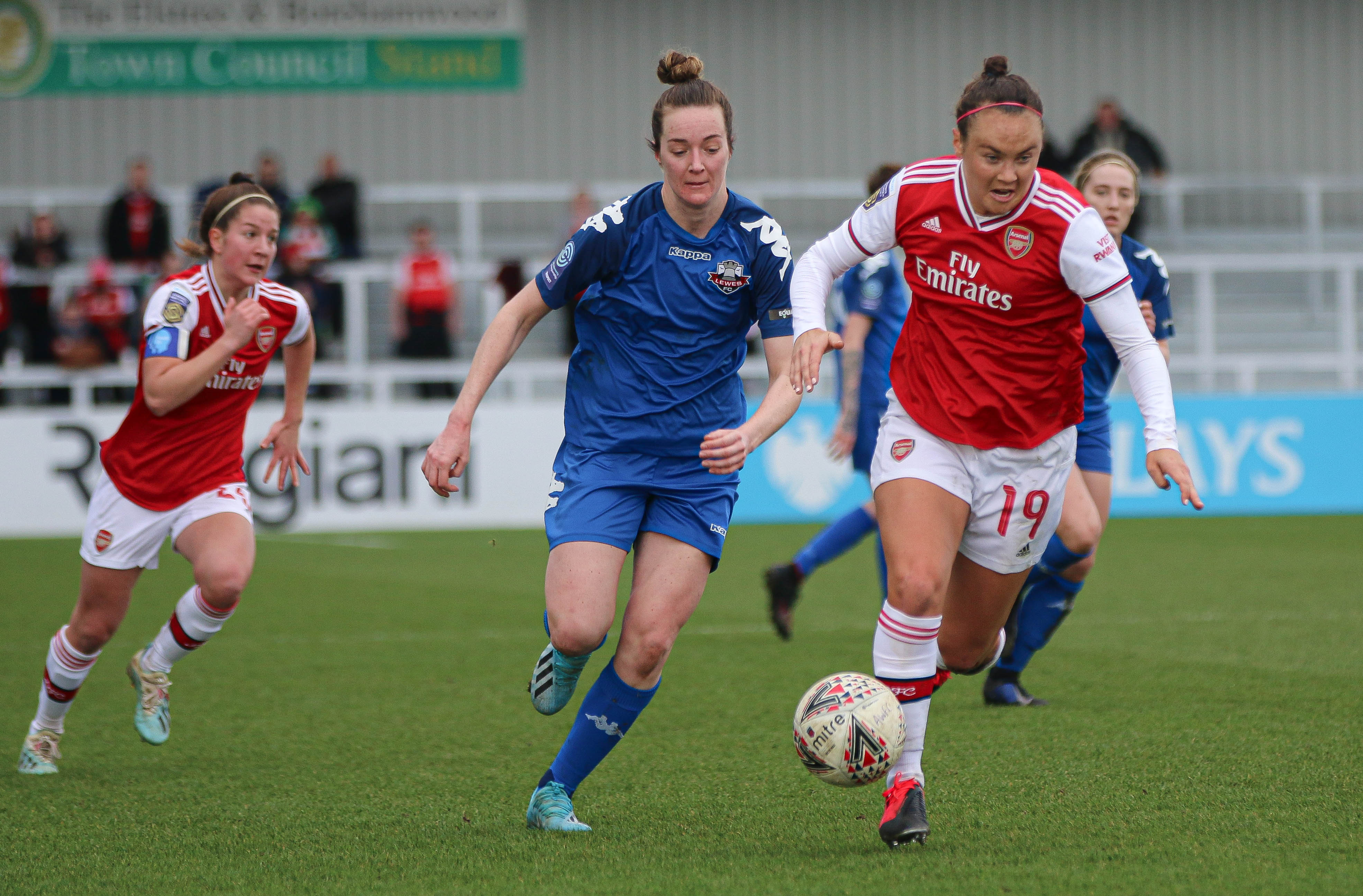
Foord speelt voor Arsenal, februari 2020

Op 24 januari 2020 verliet Foord Sydney FC om te tekenen voor FA WSL- club Arsenal, waarmee zij de vijfde Australiër werd die tijdens het seizoen 2019-2020 naar de competitie verhuisde. Ze maakte haar debuut voor de club op 23 februari 2020 en scoorde in een 2-0 overwinning in de FA Cup op tweedeklasser Lewes. De week daarop maakte Foord haar tweede optreden, dit keer speelde ze de volle 90 minuten toen Arsenal op 29 februari de finale van de FA Women's League Cup 2020 verloor van Chelsea.
Tijdens het seizoen 2020–21 scoorde Foord een doelpunt in de 60e minuut van de 3–1 overwinning van het team tegen Bristol City. Op 18 oktober scoorde ze een brace tegen Tottenham Hotspur en hielp Arsenal naar een 6-1 overwinning.
In mei 2025 won Foord met Arsenal de UEFA Womens Champions League 2024/25. In de finale werd FC Barcelona met 1—0 verslagen.

## Internationale carrière
Foord vertegenwoordigde Australië in het nationale seniorenteam en in de nationale teams onder 17 en onder 16. Als onderdeel van het Australische nationale team onder 16 hielp Foord het team om ongeslagen door te gaan naar het AFC U17 Women's Championship door een hattrick te scoren in een wedstrijd tegen de Filippijnen.

### Nationaal team senioren, 2011-heden

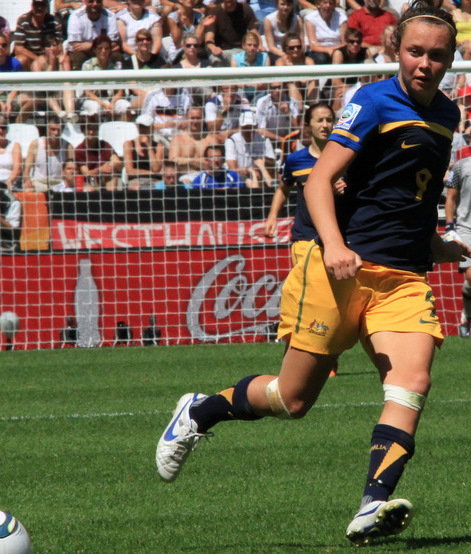
Foord speelde voor Australië op de FIFA Vrouwen Wereldkampioenschap 2011 in Duitsland op 16-jarige leeftijd

Foord maakte haar debuut voor het Australische nationale team, de Matildas, op 12 mei 2011 in een vriendschappelijke wedstrijd tegen Nieuw-Zeeland in Gosford. Ze scoorde een doelpunt in haar debuut, want Australië won de wedstrijd met 3-0.
Op 16-jarige leeftijd werd Foord gekozen in de Matildas-selectie voor de FIFA Women's World Cup 2011 in Duitsland. Foord begon in twee van de drie groepsduels als rechtsback. Ze startte toen op het middenveld voor de kwartfinale van Australië tegen Zweden. Ze keerde terug naar de vleugelverdediger nadat Ellyse Perry in de 59e minuut werd gewisseld voor Tameka Butt. De Matilda's werden uitgeschakeld in de competitie nadat ze de wedstrijd met 3-1 hadden verloren. Foord ontving de prijs "Beste jonge speler" voor het toernooi.
Als resultaat van haar spel op de Women's World Cup 2011, werd Foord uitgeroepen tot AFC Jeugdspeler van het jaar voor 2011.
Foord werd genoemd in de Australische selectie voor de AFC Women's Asian Cup 2014. Ze speelde in alle 5 de wedstrijden voor Australië en scoorde een doelpunt in hun 2-2 gelijkspel tegen Japan in de groepsfase. Australië verloor in de finale met 1-0 van Japan, maar had al een kwalificatieplek veroverd op de FIFA Women's World Cup 2015.
In 2015 werd Foord voor de Australische WK-ploeg, wat haar tweede WK werd. Ze mocht op dit WK spelen als aanvalster. Op het WK 2015 speelde Foord elke minuut van de vijf wedstrijden van Australië, aangezien de Matildas in de kwartfinales werden uitgeschakeld door AFC-rivaal Japan.
Foord nam in 2016 deel aan haar eerste Olympische Spelen. Ze scoorde een doelpunt in het 2-2 gelijkspel van Australië tegen Duitsland in de groepsfase. Australië werd in de kwartfinales uitgeschakeld door Brazilië na strafschoppen.
In december 2016 werd Foord uitgeroepen tot AFC-speler van het jaar en werd zij pas de tweede speler die prijzen voor jeugd- en seniorspeler van het jaar won.

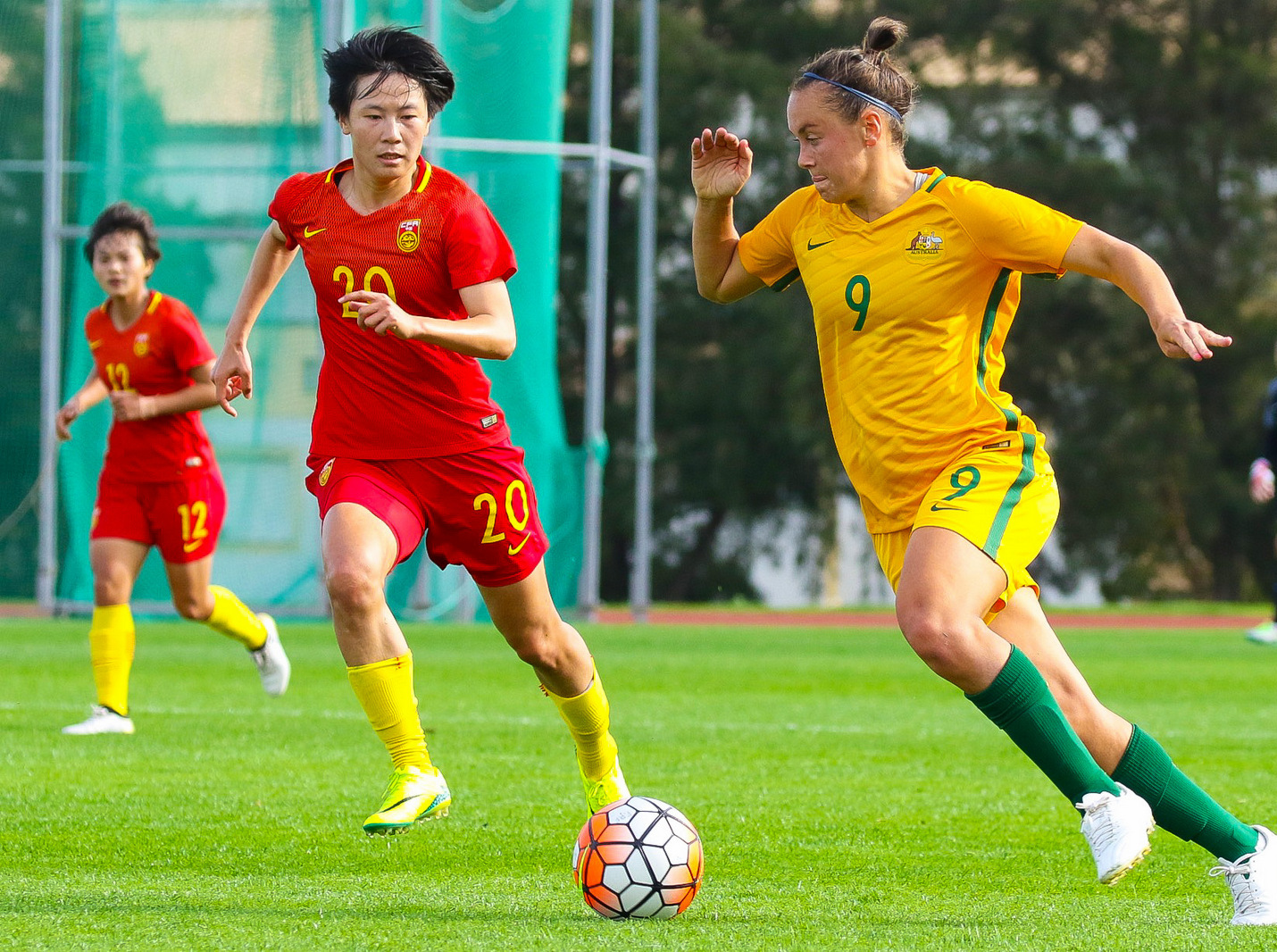
Foord neemt deel aan de Algarve Cup 2017 in Portugal

Op het Tournament of Nations 2017 scoorde Foord twee doelpunten tegen Brazilië, op weg naar een 6-1 Australische overwinning. Australische won de eerste editie van het toernooi.
Door de voetblessure die ze in februari 2018 opliep tijdens de halve finale van de W-League, zou Foord de Algarve Cup 2018 en de AFC Women's Asian Cup 2018 missen. Ze maakte haar terugkeer naar de line-up van Matildas tijdens het Tournament of Nations 2018, waar ze drie invallers maakte.
Foord scoorde haar eerste internationale hat-trick in een vriendschappelijke wedstrijd tegen Chili op 13 november 2018, Australië won de wedstrijd met 5-0.
In mei 2019 werd Foord gekozen voor de Australische WK-ploeg, wat haar derde WK werd. Op het WK speelde Foord in alle vier de wedstrijden van Australië. Ze scoorde een doelpunt in de groepsfase tegen Brazilië en hielp Australië een 2-0 achterstand te overwinnen en met 3-2 te winnen. Australië werd uitgeschakeld door Noorwegen in in de ronde van laatste 16.
Foord werd geselecteerd voor het Matildas-team dat zich kwalificeerde voor de Olympische Spelen van 2020 in Tokio. De Matildas gingen door naar de kwartfinales met één overwinning en een gelijkspel in het groepsspel. In de kwartfinales versloegen ze Groot-Brittannië met 4-3 na verlenging. Ze verloren echter met 1-0 van Zweden in de halve finale en werden vervolgens met 4-3 verslagen in de bronzen medaille-playoff door de VS. Op 8 april 2022 speelde ze haar 100ste wedstrijd voor Australië in een 2-1 overwinning op Nieuw-Zeeland in een vriendschappelijke wedstrijd.

#### Wereldbeker Dames 2023
Op de FIFA Vrouwen Wereldkampioenschap 2023, bij de laatste 16 tegen Denemarken, scoorde Foord de openingstreffer in wat een 2-0 overwinning was.

## In populaire media
In 2013 was Foord te zien in een aflevering van een uur van ESPN's Aussies Abroad, getiteld The Matildas, waarin vier spelers van het Australische nationale team (Foord, Lisa De Vanna, Kyah Simon en Samantha Kerr ) en hun ervaring als international werden geprofileerd. Ze speelde in de film Back Of The Net.
Foord was samen met haar nationale teamgenoten te zien in de FIFA-videogameserie van EA Sports die begon in FIFA 16, de eerste keer dat er vrouwelijke spelers in de game zaten.

## Priveleven
Foord, Lindsey Horan en Emily Sonnett (haar voormalige teamgenoten van Portland Thorns FC ) hebben bijpassende tatoeages. In 2022 voegde Caitlin zich samen met Jordan Nobbs en Jen Beattie bij de Gay Gooners in de Arsenal-bus voor Pride in Londen.

## Carrièrestatistieken

### Club
Bijgewerkt per 27 mei 2023
| Club            | Seizoen         | Competitie      | Competitie  | Competitie | Nationale beker | Nationale beker | League cup  | League cup | Continentaal | Continentaal | Totaal      | Totaal     |
| Club            | Seizoen         | Divisie         | Wedstrijden | Doelpunten | Wedstrijden     | Doelpunten      | Wedstrijden | Goals      | Wedstrijden  | Doelpunten   | Wedstrijden | Doelpunten |
| --------------- | --------------- | --------------- | ----------- | ---------- | --------------- | --------------- | ----------- | ---------- | ------------ | ------------ | ----------- | ---------- |
| Sydney FC       | 2010–11         | W-League        | 9           | 1          | —               | —               | 2           | 0          | —            | —            | 11          | 1          |
| Sydney FC       | 2011–12         | W-League        | 10          | 2          | —               | —               | 1           | 0          | —            | —            | 11          | 2          |
| Sydney FC       | 2012–13         | W-League        | 9           | 3          | —               | —               | 2           | 0          | —            | —            | 11          | 3          |
| Sydney FC       | 2013–14         | W-League        | 10          | 5          | —               | —               | 1           | 0          | —            | —            | 11          | 5          |
| Sydney FC       | Totaal          | Totaal          | 38          | 11         | 0               | 0               | 6           | 0          | —            | —            | 44          | 11         |
| Sky Blue FC     | 2013            | NWSL            | 15          | 0          | —               | —               | 0           | 0          | —            | —            | 15          | 0          |
| Sky Blue FC     | 2014            | NWSL            | 21          | 0          | —               | —               | 0           | 0          | —            | —            | 21          | 0          |
| Sky Blue FC     | 2015            | NWSL            | 10          | 0          | —               | —               | 0           | 0          | —            | —            | 10          | 0          |
| Sky Blue FC     | Totaal          | Totaal          | 46          | 0          | 0               | 0               | 0           | 0          | —            | —            | 46          | 0          |
| Perth Glory     | 2014            | W-League        | 11          | 5          | —               | —               | 2           | 0          | —            | —            | 13          | 5          |
| Perth Glory     | 2015–16         | W-League        | 7           | 1          | —               | —               | 0           | 0          | —            | —            | 7           | 1          |
| Perth Glory     | Totaal          | Totaal          | 18          | 6          | 0               | 0               | 2           | 0          | —            | —            | 20          | 6          |
| Sydney FC       | 2016–17         | W-League        | 9           | 2          | —               | —               | 1           | 0          | —            | —            | 10          | 2          |
| Vegalta Sendai  | 2017            | L.League        | 17          | 4          | 3               | 3               | 4           | 1          | —            | —            | 24          | 8          |
| Sydney FC       | 2017–18         | W-League        | 6           | 2          | —               | —               | 1           | 1          | —            | —            | 7           | 3          |
| Sydney FC       | 2018–19         | W-League        | 12          | 9          | —               | —               | 2           | 1          | —            | —            | 14          | 10         |
| Sydney FC       | 2019–20         | W-League        | 9           | 2          | —               | —               | 0           | 0          | —            | —            | 9           | 2          |
| Sydney FC       | Totaal          | Totaal          | 27          | 13         | 0               | 0               | 3           | 2          | —            | —            | 30          | 15         |
| Portland Thorns | 2018            | NWSL            | 6           | 0          | —               | —               | 2           | 0          | —            | —            | 8           | 0          |
| Portland Thorns | 2019            | NWSL            | 17          | 3          | —               | —               | 1           | 0          | —            | —            | 18          | 3          |
| Portland Thorns | Totaal          | Totaal          | 23          | 3          | 0               | 0               | 3           | 0          | —            | —            | 26          | 3          |
| Arsenal         | 2019–20         | FA WSL          | 0           | 0          | 3               | 1               | 1           | 0          | 1            | 0            | 5           | 1          |
| Arsenal         | 2020–21         | FA WSL          | 21          | 10         | 1               | 0               | 3           | 2          | —            | —            | 25          | 12         |
| Arsenal         | 2021–22         | FA WSL          | 16          | 4          | 3               | 2               | 0           | 0          | 9            | 2            | 28          | 8          |
| Arsenal         | 2022–23         | FA WSL          | 19          | 6          | 2               | 1               | 3           | 1          | 9            | 4            | 33          | 12         |
| Arsenal         | Totaal          | Totaal          | 56          | 20         | 9               | 4               | 7           | 3          | 19           | 6            | 91          | 33         |
| Carriere totaal | Carriere totaal | Carriere totaal | 234         | 59         | 12              | 7               | 26          | 6          | 19           | 6            | 291         | 78         |

1. 1 2 3 4 5 6 7 8  Verschijning(en) in deW-League Finals series
2. 1 2  Verschijning(en) in NWSL Playoffs

### Internationale carrière
Bijgewerkt per wedstrijd gespeeld 7 augustus 2023
 Scores en resultaten geeft Australia's doelpunt eerst aan, score kolom geeft de score na Foords goal aan.
| Num. | Datum            | Stadion                                                     | Tegenstander     | Score | Resultaat | Competitie                  |
| ---- | ---------------- | ----------------------------------------------------------- | ---------------- | ----- | --------- | --------------------------- |
| 1    | 12 mei 2011      | Bluetongue Stadium, Gosford, Australië                      | Nieuw-Zeeland    | 1–0   | 3–0       | Vriendschappelijk wedstrijd |
| 2    | 14 mei 2014      | Thống Nhất Stadium, Ho Chi Minh City, Vietnam               | Japan            | 1–0   | 2–2       | 2014 AFC Women's Asian Cup  |
| 3    | 12 februari 2015 | Bill McKinlay Park, Auckland, Nieuw-Zeeland                 | Nieuw-Zeeland    | 3–0   | 3–2       | Vriendschappelijk wedstrijd |
| 4    | 19 mei 2015      | Valentine Sports Park, Sydney, Australië                    | Vietnam          | 2–0   | 4–0       | Vriendschappelijk wedstrijd |
| 5    | 21 mei 2015      | WIN Stadium, Wollongong, Australië                          | Vietnam          | 11–0  | 11–0      | Vriendschappelijk wedstrijd |
| 6    | 4 juni 2016      | Moreshead Park Stadium, Ballarat, Australië                 | Nieuw-Zeeland    | 1–0   | 2–0       | Vriendschappelijk wedstrijd |
| 7    | 4 juni 2016      | Moreshead Park Stadium, Ballarat, Australië                 | Nieuw-Zeeland    | 2–0   | 2–0       | Vriendschappelijk wedstrijd |
| 8    | 6 augustus 2016  | Arena Corinthians, São Paulo, Brazilië                      | Duitsland        | 2–0   | 2–2       | 2016 Summer Olympics        |
| 9    | 3 augustus 2017  | StubHub Center, Carson, Verenigde Staten                    | Brazilië         | 2–1   | 6–1       | 2017 Tournament of Nations  |
| 10   | 3 augustus 2017  | StubHub Center, Carson, Verenigde Staten                    | Brazilië         | 5–1   | 6–1       | 2017 Tournament of Nations  |
| 11   | 9 september 2017 | McDonald Jones Stadium, Newcastle, Australië                | Brazilië         | 2–1   | 3–2       | Vriendschappelijk wedstrijd |
| 12   | 13 november 2018 | McDonald Jones Stadium, Newcastle, Australië                | Chili            | 2–0   | 5–0       | Vriendschappelijk wedstrijd |
| 13   | 13 november 2018 | McDonald Jones Stadium, Newcastle, Australië                | Chili            | 3–0   | 5–0       | Vriendschappelijk wedstrijd |
| 14   | 13 november 2018 | McDonald Jones Stadium, Newcastle, Australië                | Chili            | 5–0   | 5–0       | Vriendschappelijk wedstrijd |
| 15   | 6 maart 2019     | AAMI Park, Melbourne, Australië                             | Argentinië       | 3–0   | 3–0       | 2019 Cup of Nations         |
| 16   | 4 april 2019     | Dick's Sporting Goods Park, Commerce City, Verenigde Staten | Verenigde Staten | 2–1   | 3–5       | Vriendschappelijk wedstrijd |
| 17   | 13 juni 2019     | Stade de la Mosson, Montpellier, Frankrijk                  | Brazilië         | 1–2   | 3–2       | 2019 FIFA Women's World Cup |
| 18   | 7 februari 2020  | Campbelltown Stadium, Sydney, Australië                     | Chinees Taipei   | 1–0   | 7–0       | 2020 Olympic Qualifying     |
| 19   | 7 februari 2020  | Campbelltown Stadium, Sydney, Australië                     | Chinees Taipei   | 2–0   | 7–0       | 2020 Olympic Qualifying     |
| 20   | 7 februari 2020  | Campbelltown Stadium, Sydney, Australië                     | Chinees Taipei   | 4–0   | 7–0       | 2020 Olympic Qualifying     |
| 21   | 21 januari 2022  | Mumbai Football Arena, Mumbai, India                        | Indonesië        | 3–0   | 18–0      | 2022 AFC Women's Asian Cup  |
| 22   | 8 oktober 2022   | Kingsmeadow, London, Engeland                               | Zuid-Afrika      | 4–0   | 4–1       | Vriendschappelijk wedstrijd |
| 23   | 11 oktober 2022  | Viborg Stadium, Viborg, Denemarken                          | Denemarken       | 1–1   | 3–1       | Vriendschappelijk wedstrijd |
| 24   | 11 oktober 2022  | Viborg Stadium, Viborg, Denemarken                          | Denemarken       | 3–1   | 3–1       | Vriendschappelijk wedstrijd |
| 25   | 12 november 2022 | AAMI Park, Melbourne, Australië                             | Zweden           | 2–0   | 4–0       | Vriendschappelijk wedstrijd |
| 26   | 12 november 2022 | AAMI Park, Melbourne, Australië                             | Zweden           | 4–0   | 4–0       | Vriendschappelijk wedstrijd |
| 27   | 19 februari 2023 | CommBank Stadium, Sydney, Australië                         | Spanje           | 3–0   | 3–2       | 2023 Cup of Nations         |
| 28   | 22 februari 2023 | McDonald Jones Stadium, Newcastle, Australië                | Jamaica          | 3–0   | 3–0       | 2023 Cup of Nations         |
| 29   | 7 augustus 2023  | Stadium Australia, Sydney, Australië                        | DEN              | 1–0   | 2–0       | 2023 FIFA Women's World Cup |

## Onderscheidingen
Sydney FC

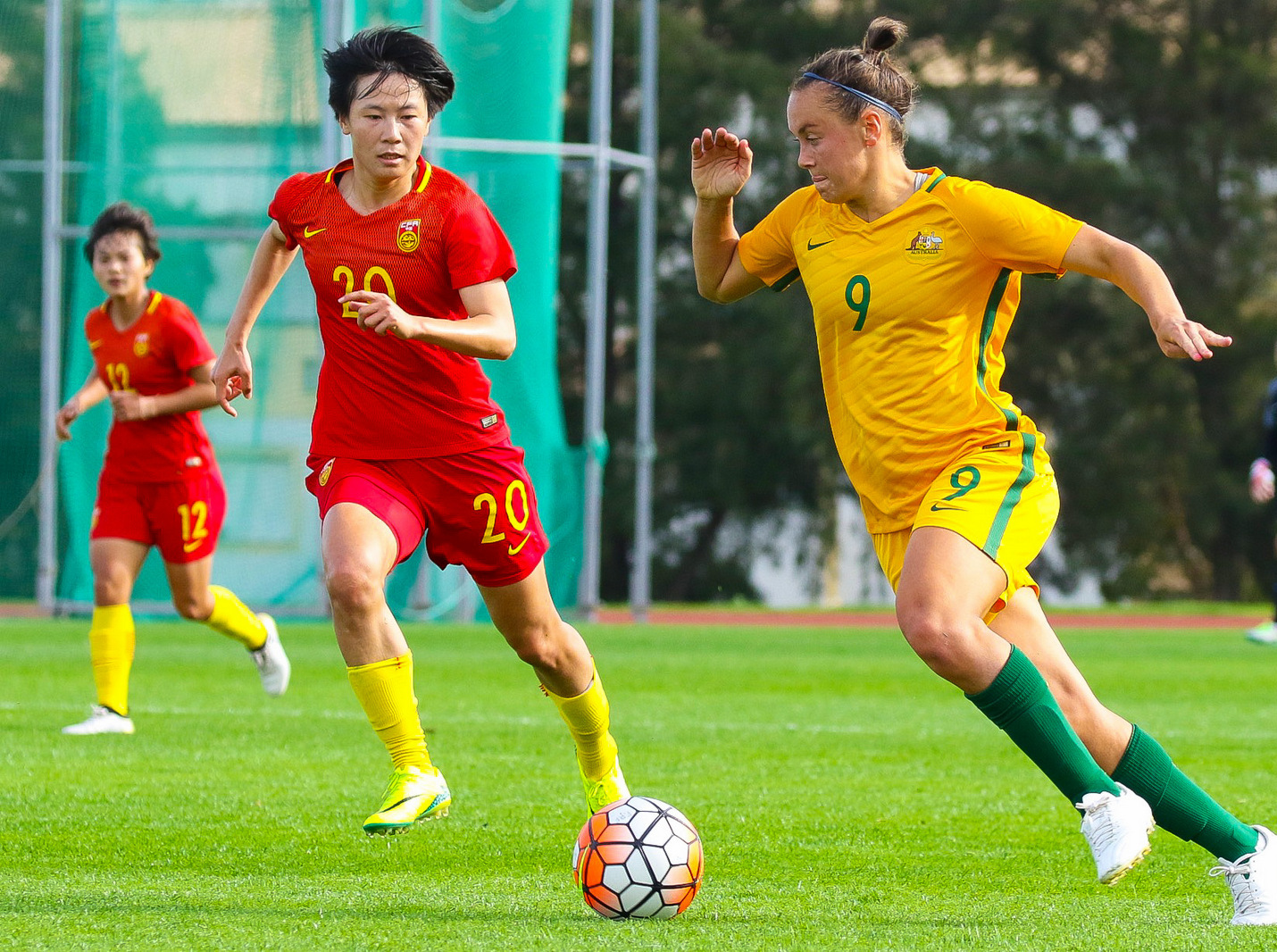
Foord in actie op de Algarve Cup 2017

- W-League kampioen regulier seizoen: 2010–11[11]
- W-League-kampioenschap: 2012–13[11], 2018–19[11]

Perth Glory
- W-League kampioen regulier seizoen: 2014[11]

Arsenaal
- FA Women's League Cup : 2022-23[68]

Australië U16
- AFF U-16 Dameskampioenschap : 2009[11]
- AFC Olympisch kwalificatietoernooi : 2016[11]
- Toernooi der Naties : 2017[11]

Individueel
- FIFA Women's World Cup beste jonge speler voor vrouwen: 2011[69]
- Jonge Aziatische vrouwenvoetballer van het jaar: 2011[70]
- Voetbalbond Australië U20 Damesvoetballer van het jaar: 2011[71]
- Aziatische damesvoetballer van het jaar : 2016[72]

## Verder lezen
- Grainey, Timothy (2012), Beyond Bend It Like Beckham: The Global Phenomenon of Women's Soccer, University of Nebraska Press,ISBN 0803240368
- Stay, Shane (2019), The Women's World Cup 2019 Book: Everything You Need to Know About the Soccer World Cup, Books on Demand,ISBN 1782551921
- Theivam, Keiran en Jeff Kassouf (2019), The Making of the Women's World Cup: Defining stories from a sport's coming of age, Little,ISBN 1472143310
- Various (2019), Stand Up for the Future, Penguin Random House,ISBN 0143794396
- Williams, Jean (2007), A Beautiful Game: International Perspectives on Women's Football, A&C Black,ISBN 1845206754
- Williams, Lydia (2019), Saved!, Allen & Unwin,ISBN 9781760871628